# 容什雷
容什雷（法語：Joncherey，法語發音：[ʒɔ̃ʃʁɛ]）是法国勃艮第-弗朗什-孔泰大区贝尔福地区省的一个市镇，位于该省东南部，属于贝尔福区。

## 地理
容什雷（47°31'44"N, 7°0'5"E）面积5.18 平方千米，位于法国勃艮第-弗朗什-孔泰大區贝尔福地区省，该省份为法国东北部内陆省份，东临上莱茵省，北起孚日省，西接上索恩省，南与杜省和瑞士接壤。
与容什雷接壤的市镇（或旧市镇、城区）包括：博龙、代勒、法沃鲁瓦、格朗维拉尔、蒂扬库尔。

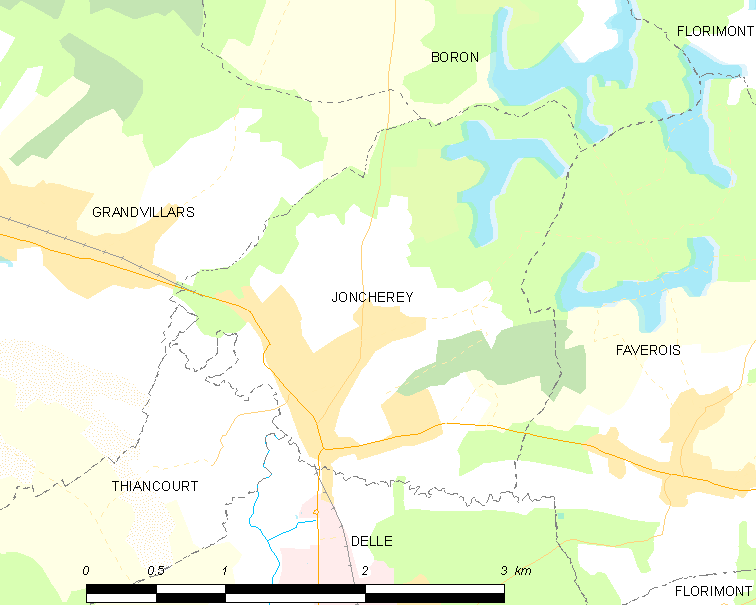
容什雷的OSM定位图

容什雷的时区为UTC+01:00、UTC+02:00（夏令时）。

## 行政
容什雷的邮政编码为90100，INSEE市镇编码为90056。

## 政治
容什雷所属的省级选区为代勒县。

## 人口

1962-2008年间容什雷人口变化图示

容什雷于2022年1月1日时的人口数量为1439人。